# Nelson Freire
Nelson Freire (Boa Esperanca, 18 oktober 1944 – Rio de Janeiro, 1 november 2021) was een Braziliaanse concertpianist. 

## Levensloop
Freire begon op driejarige leeftijd met piano spelen. Zijn leraren in Brazilië waren Lucia Branco, een oud-studente van Arthur De Greef (die zelf les van  Liszt had gehad) en haar assistent Nise Obino. Voor zijn eerste recital koos Freire Mozarts Sonate in A majeur, KV 331 . 
In 1957 speelde de twaalfjarige Freire Beethovens pianoconcert nr. 5. Hij behaalde de zevende plaats op het internationale pianoconcours in Rio de Janeiro. Vervolgens ontving hij een Braziliaanse overheidssubsidie om in Wenen bij Bruno Seidlhofer te studeren. In 1964 had Freire zijn eerste prijs gewonnen op de Vianna da Motta International Music Competition in Lissabon (ex-aequo met Vladimir Krainev) en ontving hij ook de Dinu Lipatti-medaille en de Harriet Cohen-medaille in Londen. In december 2001 was hij voorzitter van de jury van het Concours Marguerite Long in Parijs. Zijn debuut bij de Londense Proms was in augustus 2005.
Over het algemeen meed Freire de schijnwerpers, publiciteit en interviews. In 2011 distantieerde hij zich van het Orquestra Sinfônica Brasileira (OSB) uit solidariteit, nadat dirigent Roberto Minczuk ongeveer drie dozijn orkestleden ontslagen had.
Nelson Freire overleed op 77-jarige leeftijd op 1 november 2021 in zijn huis in Rio de Janeiro.

## Opnamen
Freire heeft opgenomen voor Sony / CBS, Teldec, Philips en Deutsche Grammophon. Hij heeft Liszts pianoconcerten opgenomen met de Dresdner Philharmonie onder Michel Plasson voor Berlin Classics. Freire nam ook op met Martha Argerich, met wie hij een langdurige muzikale samenwerking en vriendschap deelde. Freire tekende een exclusief contract met Decca met als resultaat opnamen van solowerken van Chopin en van de pianoconcerten van Brahms en Beethoven met het Gewandhausorchester onder Riccardo Chailly,. Daarmee won hij in 2007 prijzen van Classic FM en The Gramophone in de categorieën Record of the Year en Concerto. Hij maakte ook cd's gewijd aan sonates van Beethoven, Chopin, en Debussy. Hij herdacht de tweehonderdste verjaardag van de geboorte van Franz Liszt met een Decca-cd getiteld Harmonies du Soir. Hij heeft ook Braziliaanse pianomuziek opgenomen voor Decca.
Een gearchiveerde opname van Freire op de leeftijd van 12-13 omvat zijn live concertuitvoering in 1957 in de laatste ronde van het Rio de Janeiro Pianoconcours van dat jaar, die zijn carrière lanceerde, evenals stukken die hij direct na de wedstrijd opnam.